# Pieter Nolpe
Pieter Nolpe (Amsterdam, 1613 o 1614 – Amsterdam, 1652 o 1653) è stato un incisore, illustratore, mercante d'arte olandese del secolo d'oro, appartenente alla scuola dell'Olanda Settentrionale.

## Biografia
Si conosce poco della vita di quest'artista, nemmeno la data e il luogo di nascita sono certi: secondo alcuni autori come Bryan, Hobbes, Spooner e De Boni, Nolpe sarebbe nato all'Aia nel 1601.
Non è nota nemmeno alcuna sua attività come pittore, ma solo come incisore sia a bulino che all'acquaforte. Realizzò stampe di vario genere, spesso di sua invenzione, di soggetto storico, ritratti, paesaggi e prospettive.
Le sue opere più note sono: Elia alla presenza di Acab da Bartholomeus Breenbergh, L'adorazione dei Magi, da Peter Paul Rubens, L'età dell'oro, da Nicolaes Berchem, Paesaggio con Giuda e Tamar, di sua invenzione, Una serie di sei paesaggi da van Nieulant, il Ritratto di Giovanni Adler, la Cavalcata dei borghesi d'Amsterdam, Maria de' Medici, da Pieter Molyn, una delle sue incisioni più rappresentative, Otto mesi dell'anno, da P.Potter, tra le quali Marzo, raffigurato da una tempesta, e Agosto, da un combattimento di cavalleria, e la Diga rotta, forse il suo lavoro più famoso.
L'attività di quest'artista si svolse prevalentemente nella città di Amsterdam, a partire dal 1633 fino alla sua morte.
In passato furono attribuiti a Pieter Nolpe i dipinti di Pieter de Neyn a causa del modo in cui questi firmava le sue opere, spesso semplicemente con le iniziali N.P., le stesse iniziale del Nolpe, anch'egli solito utilizzare il monogramma PN.